# Dicrolene gregoryi
Dicrolene gregoryi is een straalvinnige vissensoort uit de familie van naaldvissen (Ophidiidae). De wetenschappelijke naam van de soort is voor het eerst geldig gepubliceerd in 1926 door Trotter.